# Enigmavasum enigmaticum
Enigmavasum enigmaticum é uma espécie de molusco gastrópode marinho do oeste do oceano Pacífico, classificada por Guido T. Poppe e Sheila Tagaro, em 2005, sendo táxon pertencente à família Turbinellidae; com sua descrição no texto "Enigmavasum enigmaticum, a new species from Cotabato, the Philippines" (páginas 133-135 de Visaya 1(5), publicada em novembro); também determinando o seu gênero monotípico. Segundo os cientistas que a denominaram, "um pescador pegou conchas de uma profundidade de 800 metros ao longo da costa de Cotabato, Mindanau, no arquipélago das Filipinas. Um espécime (o holótipo da foto) é completamente novo para a ciência e sua atribuição familiar ainda é incerta".

## Descrição da concha
Segundo Poppe & Tagaro, Enigmavasum enigmaticum possui concha de 29.7 milímetros, com uma textura de porcelana, sólida, com longo canal sifonal e uma dupla quilha exposta, na sua última volta. Com numerosas dobras columelares e fortes cristas espirais no interior do lábio externo. Como o animal do tipo do seu gênero ainda é desconhecido, a sua atribuição correta na família Turbinellidae é incerta.